# Мехедовка (Черкасская область)
Мехе́довка (укр. Мехедівка) — село в Драбовском районе Черкасской области Украины.
Население по переписи 2001 года составляло 905 человек. Почтовый индекс — 19851. Телефонный код — 4738.